# Crédit Anversois

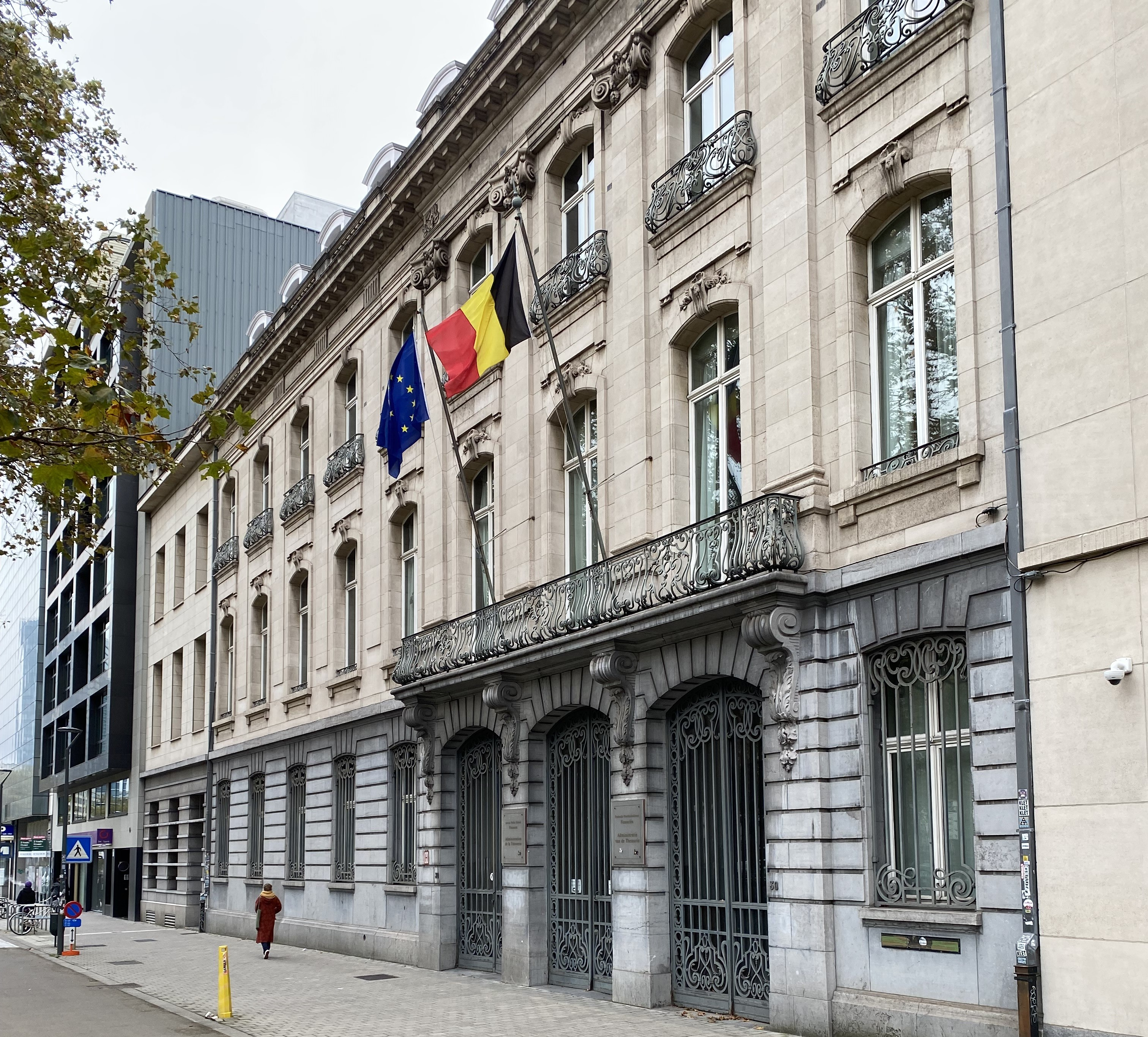
Gebouw aan de Kunstlaan in Brussel, thans een gebouw van de Federale Overheidsdienst Financiën

Crédit Anversois was een Belgische bank.

## Geschiedenis
Crédit Anversois werd in 1898 met de hulp van de Franse bank Comptoir national d'escompte de Paris. Onder de aandeelhouders bevonden zich ook de Duitse banken Darmstädter Bank en Nationalbank für Deutschland en de Franse bank Crédit mobilier. De bank begon aanvankelijk met industriële investeringen, maar na verliezen in 1900-1901 verschoof de focus naar commerciële kredieten. Aan de vooravond van de Eerste Wereldoorlog breidde de bank zich uit in heel Wallonië, waarbij het regionale filialen oprichtte in onder meer Luik en Verviers.
Het hoofdkantoor, ontworpen door Jan De Vroey, bevond zich aan de Korte Gasthuisstraat in Antwerpen. De bank liet ook gebouwen oprichten aan de Bondgenotenlaan in Leuven (Emile Goethals) en de Boulevard d'Avroy in Luik (Charles Thirion).
In 1913 nam Crédit Anversois een belangrijke participatie in de Brugse Bank, die vervolgens werd omgedoopt in Crédit des Flandres – filiale du Crédit Anversois. In 1919 verwierf de bank nog drie andere lokale banken in Nederlandstalig België: de Banque Brugeoise, de Crédit Tirlemontois en de Crédit Limbourgeois.
De bank herstelde zich nooit volledig van de financiële onrust van begin jaren 1930. Na de wet van 1934, die de scheiding tussen commerciële- en investeringsbanken verplichtte, werd de problematische aandelenportefeuille ondergebracht in een holdingmaatschappij, de Société de Participations Financières et Industrielles (Sopafinin), waarop de bank een groot vorderingsrecht behield en waarvan de waardevermindering jarenlang werd uitgesteld met toestemming van de Bankcommissie. De Belgische financiële crisis van 1939 maakte een einde aan deze periode van uitstel en Crédit Anversois kreeg in december 1939 toestemming van de rechtbank om betalingen op te schorten in afwachting van een herstructurering, te midden van beschuldigingen van verduistering. Destijds had de bank 1.500 werknemers en 138 filialen. De liquidatie, geleid door Eugène de Barsy, werd voltooid in 1941 met financiële steun van het Office de liquidation des interventions de crise, een tijdelijke resolutie-instantie die tussen 1936 en 1942 opereerde.

## Gebouwen

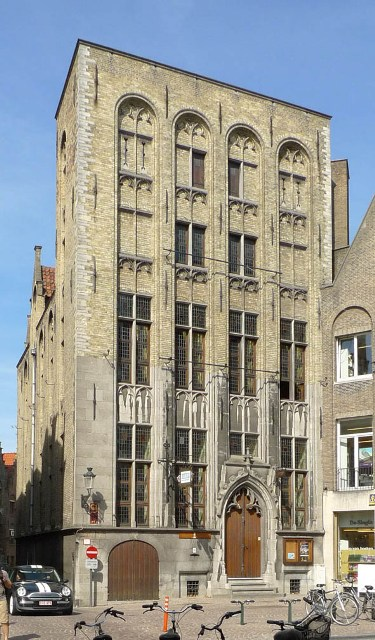
Het Huis ter Beurze was de hoofdzetel van het Brugse filiaal
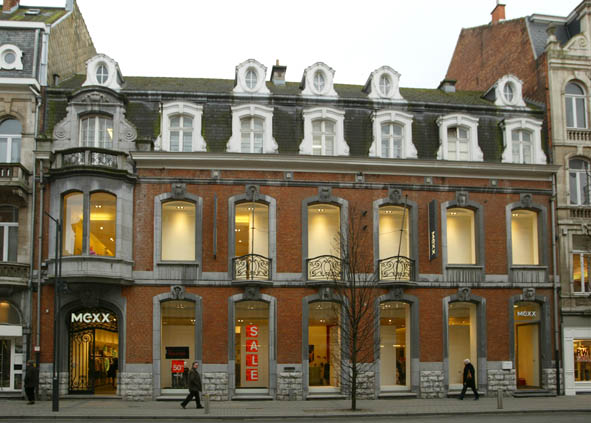
Bondgenotenlaan, Leuven
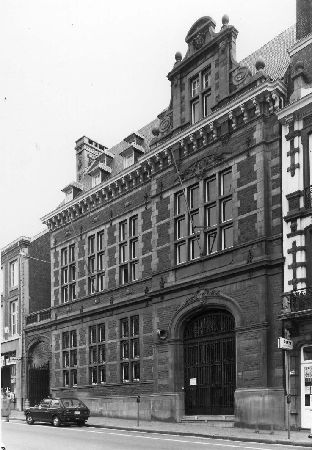
Verviers
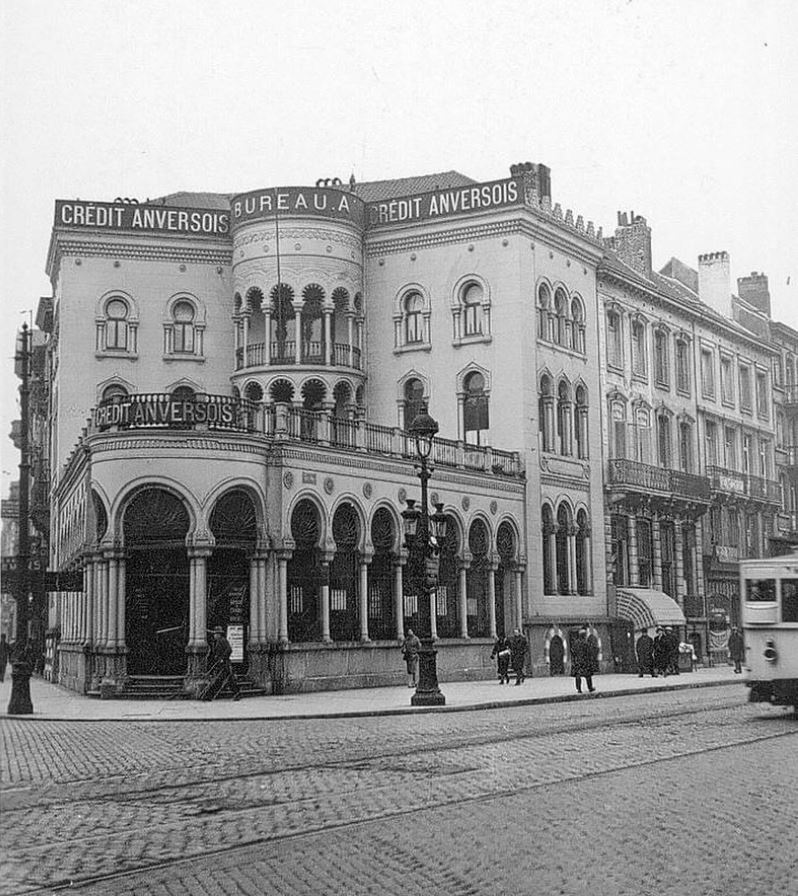
Filiaal in het Hotel Terrasse in Brussel, afgebroken in de jaren 1950
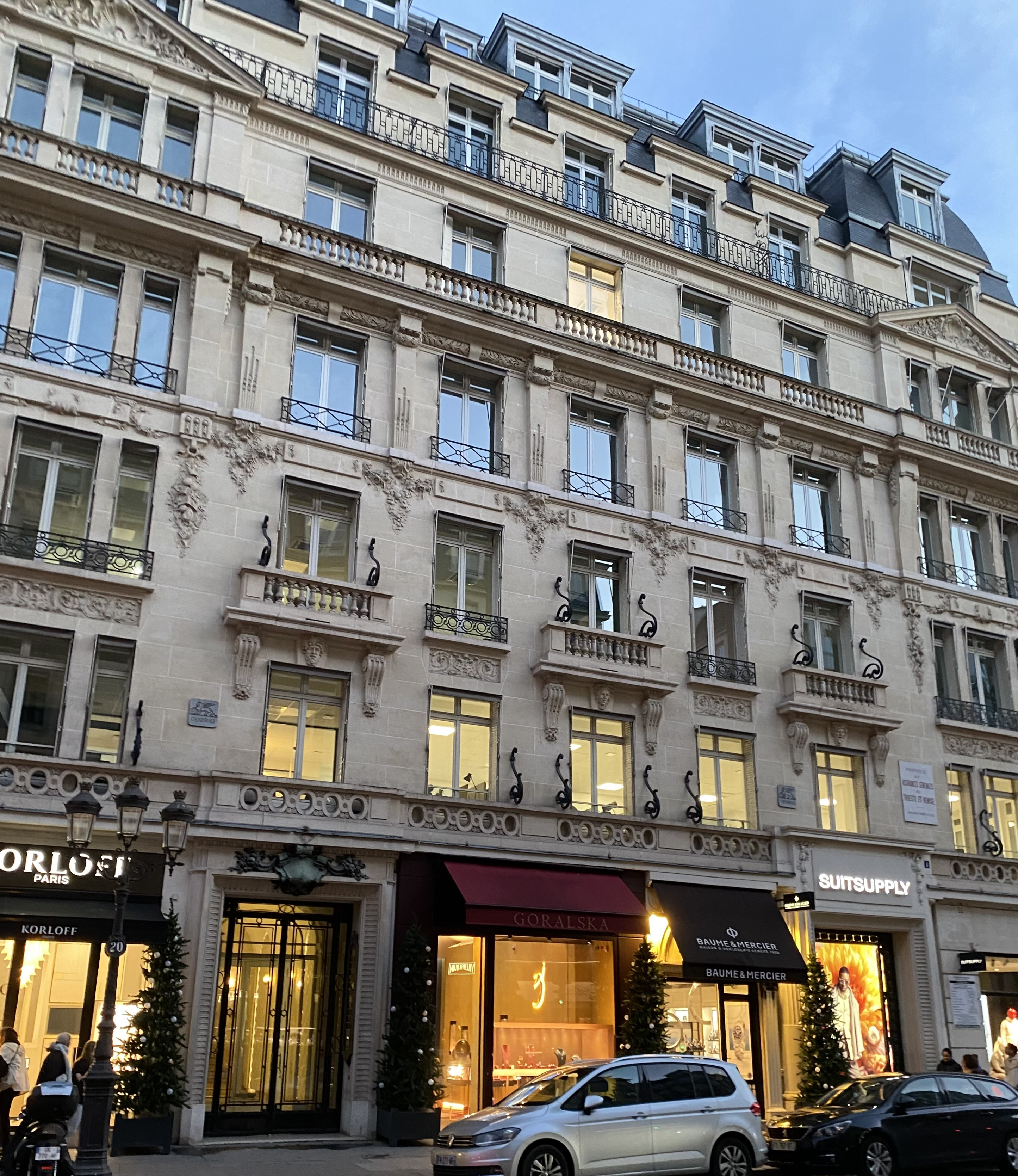
Filiaal aan de Rue de la Paix in Parijs